# Backlash (2018)
Backlash (2018) – gala wrestlingu wyprodukowana przez federację WWE dla zawodników brandów Raw i SmackDown. Odbyła się 6 maja 2018 w Prudential Center w Newark w stanie New Jersey. Emisja była przeprowadzana na żywo za pośrednictwem WWE Network oraz w systemie pay-per-view. Była to czternasta gala w chronologii cyklu WWE Backlash, a także pierwsza gala Backlash organizowana wspólnie dla zawodników dwóch głównych brandów federacji od 2009.
Podczas gali odbyło się dziewięć walk, w tym jedna podczas pre-show. W walce wieczoru Roman Reigns pokonał Samoa Joe. Ponadto wszyscy mistrzowie obronili swoje tytuły mistrzowskie, gdzie pojedynek AJ Stylesa z Shinsuke Nakamurą o WWE Championship w No Disqualification matchu zakończył się podwójnym odliczeniem w ringu. Prócz tego Daniel Bryan pokonał Big Cassa poprzez submission w singlowej walce.

## Produkcja
Backlash oferowało walki profesjonalnego wrestlingu z udziałem wrestlerów należących do brandów Raw i SmackDown. Oskryptowane rywalizacje (storyline’y) kreowane były podczas cotygodniowych gal Raw i SmackDown Live. Wrestlerzy są przedstawieni jako heele (negatywni, źli zawodnicy i najczęściej wrogowie publiki) i face’owie (pozytywni, dobrzy i najczęściej ulubieńcy publiki), którzy rywalizują pomiędzy sobą w seriach walk mających budować napięcie. Kulminacją rywalizacji jest walka wrestlerska lub ich seria.

### Rywalizacje
Na WrestleManii 34, AJ Styles obronił WWE Championship w walce z Shinsuke Nakamurą. Po walce Nakamura wykonał swojemu przeciwnikowi cios w krocze i stał się heelem. W kolejnych odcinkach tygodniówek SmackDown Live Nakamura powtarzał ataki na Stylesie, przez co obaj spotkali się w kolejnej walce o mistrzostwo na gali Greatest Royal Rumble z 27 kwietnia. Styles ponownie obronił mistrzostwo, gdyż walka zakończyła się podwójnym wyliczeniem poza-ringowym. Podczas gali ogłoszono, że ich trzecia walka odbędzie się na gali Backlash. 1 maja podczas epizodu SmackDown Live, generalna menadżerka brandu SmackDown Paige ogłosiła, że ich pojedynek będzie bez dyskwalifikacji.
Na WrestleManii 34, Seth Rollins pokonał The Miza i Finna Bálora w triple threat matchu zdobywając WWE Intercontinental Championship. Dzień później podczas odcinka Raw, The Miz ogłosił, że zawalczy w rewanżu z Rollinsem podczas gali Backlash. W marcu ogłoszono, że Miz, Rollins, Bálor i Samoa Joe zawalczą w czteroosobowym ladder matchu o mistrzostwo podczas gali Greatest Royal Rumble. Wskutek zorganizowania draftu „Superstar Shake-up”, The Miz został przeniesiony do brandu SmackDown. Podczas gali Greatest Royal Rumble, Rollins obronił mistrzostwo i pozostał osobą broniącą tytułu na gali Backlash.
Na WrestleManii 34, Jinder Mahal pokonał Randy'ego Ortona, Bobby'ego Roode'a i Ruseva w fatal four-way matchu zdobywając United States Championship. Dwa dni później podczas epizodu SmackDown Live, Orton pokonał Roode'a i Ruseva w trzyosobowej walce stając się pretendentem do tytułu Mahala na gali Backlash. 16 kwietnia na tygodniówce Raw odbył się draft „Superstar Shake-up”, podczas którego Mahal wraz z mistrzostwem zostali przeniesieni do brandu Raw, jednakże kilkanaście minut później utracił tytuł na rzecz Jeffa Hardy'ego. Dzień później Hardy został przeniesiony do brandu SmackDown, gdzie przerwał wejściówkę do ringu Ortonowi, który miał się zmierzyć z Sheltonem Benjaminem. Tydzień później Hardy miał zawalczyć z Benjaminem, lecz tym razem Orton przerwał jego wejście do ringu i był przeciwnikiem Benjamina. Podczas gali Greatest Royal Rumble, Hardy obronił United States Championship w rewanżu z Mahalem i pozostał oficjalnym przeciwnikiem Ortona na gali Backlash. 1 maja podczas odcinka SmackDown Live, Orton i Hardy pokonali Miza i Benjamina, lecz po walce Orton wymierzył RKO swojemu partnerowi.
Na WrestleManii 34, Nia Jax pokonała Alexę Bliss i zdobyła WWE Raw Women’s Championship. 23 kwietnia podczas epizodu Raw federacja ogłosiła rewanż mający miejsce na gali Backlash.
10 kwietnia podczas odcinka tygodniówki SmackDown Live, Charlotte Flair, która obroniła WWE SmackDown Women’s Championship w walce z Asuką na WrestleManii 34, została zaatakowana przez debiutujące The IIconics (Billie Kay i Peyton Royce). Sytuację wykorzystała Carmella, która wbiegła do ringu i wykorzystała swój kontrakt Money in the Bank, po czym pokonała ranną mistrzynię i zdobyła tytuł. 24 kwietnia podczas tygodniówki SmackDown Live, Carmella i Flair podpisały kontrakt na rewanż mający miejsce na gali Backlash.
Na WrestleManii 34, Brock Lesnar obronił WWE Universal Championship pokonując Romana Reignsa w walce wieczoru. Ich rewanż w steel cage matchu został wyznaczony na galę Greatest Royal Rumble. Podczas odcinka tygodniówki Raw z 9 kwietnia, Reigns wypowiedział się na temat walki z Lesnarem, lecz na arenę wkroczył powracający Samoa Joe, który nazwał go porażką, po czym wyzwał Reignsa do walki na gali Backlash. Tydzień później wskutek zorganizowania draftu „Superstar Shake-up”, Joe został przeniesiony do brandu SmackDown.
17 kwietnia podczas odcinka SmackDown Live, Big Cass powrócił do telewizji po wielomiesięcznej przerwie z powodu odniesienia kontuzji. Wraz z Shinsuke Nakamurą zaatakował AJ Stylesa i Daniela Bryana podczas ich singlowej walki. Tydzień później podczas segmentu MizTV gościem programu miał być Bryan, lecz do ringu wszedł Cass, który wyjaśnił swój atak na Bryanie, lecz kilka minut przed wystąpieniem zaatakował go również na zapleczu. Pod koniec odcinka Bryan ujawnił, że poprosił generalną menadżerkę brandu SmackDown Paige o walkę z Cassem podczas gali Backlash. Podczas gali Greatest Royal Rumble, Cass wyeliminował Bryana jako przedostatniego w 50-osobowym Royal Rumble matchu.
9 kwietnia podczas odcinka tygodniówki Raw, Bobby Lashley powrócił do federacji po dziesięcioletniej absencji. Tej samej nocy Kevin Owens i Sami Zayn pojawili się na zapleczu, aby przekonać generalnego menadżera brandu Raw Kurta Angle'a o zatrudnienie ich w rosterze Raw. Angle zadecydował, że zwycięzca walki pomiędzy nimi zostanie członkiem jego rosteru, lecz pojedynek zakończył się podwójnym odliczeniem. Tydzień później ujawniono, że komisarz brandu Raw Stephanie McMahon wycofała decyzję Angle'a i zaoferowała obu zawodnikom kontrakty. Duo było częścią 10-osobowego tag team matchu, lecz zostali pokonani przez drugą drużynę, w której byli Lashley i Braun Strowman. 30 kwietnia podczas odcinka Raw, Roman Reigns, Lashley i Strowman pokonali Jindera Mahala, Owensa i Zayna w 6-osobowym tag team matchu. Podczas walki Strowman kontynuował brutalny atak na Owensie i Zaynie. Tej samej nocy ogłoszono, że podczas gali Backlash, Lashley i Strowman zmierzą się z Owensem i Zaynem.
4 maja zostało ogłoszone, że w pre-show gali Backlash, Bayley zmierzy się z Ruby Riott.

## Wyniki walk
| Nr                                                                   | Wyniki                                                                | Stypulacje                                         | Czas  |
| -------------------------------------------------------------------- | --------------------------------------------------------------------- | -------------------------------------------------- | ----- |
| 1P                                                                   | Ruby Riott (z Liv Morgan i Sarah Logan) pokonała Bayley               | Singles match                                      | 10:10 |
| 2                                                                    | Seth Rollins (c) pokonał The Miza                                     | Singles match o WWE Intercontinental Championship  | 20:30 |
| 3                                                                    | Nia Jax (c) pokonała Alexę Bliss                                      | Singles match o WWE Raw Women’s Championship       | 10:20 |
| 4                                                                    | Jeff Hardy (c) pokonał Randy'ego Ortona                               | Singles match o WWE United States Championship     | 12:00 |
| 5                                                                    | Daniel Bryan pokonał Big Cassa poprzez submission                     | Singles match                                      | 7:45  |
| 6                                                                    | Carmella (c) pokonała Charlotte Flair                                 | Singles match o WWE SmackDown Women’s Championship | 10:10 |
| 7                                                                    | AJ Styles (c) vs. Shinsuke Nakamura zakończyło się remisem            | No Disqualification match o WWE Championship       | 21:05 |
| 8                                                                    | Braun Strowman i Bobby Lashley pokonali Kevina Owensa i Samiego Zayna | Tag team match                                     | 8:40  |
| 9                                                                    | Roman Reigns pokonał Samoa Joe                                        | Singles match                                      | 18:10 |
| (c) – mistrz/mistrzyni przed walkąP – walka miała miejsce w pre-show |                                                                       |                                                    |       |